# Малая Пуза
Ма́лая Пу́за — село в Починковском районе Нижегородской области. Входит в состав Ризоватовского сельсовета.

## География
Село находится в месте впадения реки Иресть в Алатырь.

### Часовой пояс
Село Малая Пуза, как и вся Нижегородская область, находится в часовой зоне МСК (московское время). Смещение применяемого времени относительно UTC составляет +3:00.

## История
В Средние века Пузский острог был частью Пузской засечной черты.

## Население
| 2002 | 2010 |
| ---- | ---- |
| 126  | ↘51  |

## Улицы
- ул. Алатырская,
- ул. Лесная,
- ул. Новая.

## Известные уроженцы
- Шутов, Пётр Васильевич (1913—1989) — советский военачальник, генерал-майор, Герой Советского Союза.